# Kseniya Sydorenko
Kseniya Volodymyrivna Sydorenko (em ucraniano:  Ксенія Володимирівна Сидоренко; Kharkiv, 2 de julho de 1986) é uma nadadora sincronizada ucraniana, medalhista olímpica na natação artística.

## Carreira
Sydorenko conquistou a medalha de bronze nos Jogos Olímpicos de Verão de 2020 em Tóquio na disputa por equipes, ao lado de Maryna Aleksiiva, Vladyslava Aleksiiva, Marta Fiedina, Kateryna Reznik, Anastasiya Savchuk, Alina Shynkarenko e Yelyzaveta Yakhno, com a marca de 190.3018 pontos.